# Блато (Хорватія)
42°56′ пн. ш. 16°47′ сх. д. / 42.93° пн. ш. 16.78° сх. д.
Блато (хорв. Blato) – громада і населений пункт у Дубровницько-Неретванській жупанії Хорватії.

## Населення
Населення громади за даними перепису 2011 року становило 3 593 осіб. Населення самого поселення становило 3 570 осіб.
Динаміка чисельності населення громади:
Динаміка чисельності населення центру громади:

## Населені пункти
Крім власне Блато, до громади також входить Потирна.